# Casa de la Panadería
A Casa de la Panadería foi erguida durante a construção da Plaza Mayor, tendo sido encarregado da sua construção, que terminou em 1919,  Juan Gómez de Mora.
Depois do incêndio da Plaza Mayor em 1670, esta casa foi reconstruída por Tomás Román, tendo ficado encarregues da decoração interior e dos frescos da fachada os pintores Claudio Coello e José Jiménez Donoso.
A Casa de la Panadería escapou ao terceiro incêndio sofrido pela Plaza Mayor em 1790 e Juan de Villanueva baseou-se nesta casa para a reconstrução da praça.
Sofreu desde essa altura diversas remodelações, sendo de destacar a efectuada em 1880 por Joaquín María de la Vega.
Em 1988, foi lançado um concurso para recuperar as pinturas da fachada desta casa. A esse concurso concorreram os artistas Guillermo Pérez Villalta, Sigfrido Martín Begué e Carlos Franco. Foi este último que, tendo ganho o concurso com um projecto baseado em personagens mitológicas como Cíbele, Proserpina, Baco, Cupido e outras inventadas pelo artista, foi encarregue de pintar os frescos, obra que terminou em 1992.